# Benesat
Benesat é uma comuna romena localizada no distrito de Sălaj, na região histórica da Crișana (parte da Transilvânia). A comuna possui uma área de 28.75 km² e sua população era de 1626 habitantes segundo o censo de 2007.